# Матешница
Матешница (грч. Σίμος Ιωαννίδης, Симос Јоанидис) је насеље у Грчкој у општини Лерин, периферија Западна Македонија. Према попису из 2021. било је 211 становника.

## Географија
Матешница се налази на надморској висини од 820 метара, око 5 километара западно од Лерина, у непосредној близини пута Лерин—Костур.

## Историја
Село је било уништено почетком 19. века од стране албанских разбојничких банди. Касније су ту биле подигнуте колибе сељанима чија су се имања налазила на том месту. У Етнографији вилајета Адријанопољ, Монастир и Салоника, штампаној у Цариграду 1878. године, која се односила на мушко становништво 1873. године, у леринској кази између села Лаген и Арменово спомиње се село Немошница са 70 домаћинства и 190 житеља Словена, која би могла бити Матешница. Међутим, као насеље се не спомиње пре Балканских ратова, као и у периоду између светских ратова. Непосредно пре Другог светског рата ту се оформило стално насеље које је на попису из 1951. године имало 73 житеља.
Наредбом грчких власти 17. јануара 1957. године Матешница је преименована и названа Симос Јоанидис, по Сими Стојанову из села Арменско, који је служио грчкој пропаганди у Македонији..

### Пописи
| Година       | 1951 | 1961 | 1971 | 1981 | 1991 | 2001 | 2011 |
| ------------ | ---- | ---- | ---- | ---- | ---- | ---- | ---- |
| Становништво | 73   | 71   | 8    | 11   | 267  | 276  | 221  |

## Привреда
Становништво села се бави сточарством и пољопривредом.